# Сто шагов по харьковской земле
«Сто шаго́в по ха́рьковской земле́» (укр. «Сто кро́ків ха́рківською земле́ю») — историко-краеведческая книга губернатора Харьковской области Евгения Кушнарёва. Издана в Харькове в 2004 году.

## История
Книга была написана и издана на русском и украинском языках незадолго до выборов президента Украины 2004 года. Соавтором Кушнарёва являлся его советник по экономическим вопросам, филолог Александр Лукашов.
Презентация книги состоялась 20 ноября 2004 года. Издателем книги выступило книжное издательство «Фолио».

### Скандал вокруг сожжения книги представителями оранжевого лагеря на площади Свободы в Харькове
Во время Оранжевой революции Евгений Кушнарёв в декабре 2004 года отправился в палаточный лагерь оранжевых на площади Свободы для осуществления переговоров, предложил снизить накал политических страстей и подарил коменданту палаточного городка свою книгу «Сто шагов по харьковской земле». После ухода Кушнарёва из лагеря участвовавший в палаточной акции Сергей Жадан осуществил публичное сожжение книги на площади. Это действие вызвало волну возмущения со стороны их политических оппонентов из бело-синего лагеря.
В конце 2009 года городской голова Харькова Михаил Добкин собственноручно исключил Сергея Жадана из числа номинированных на муниципальную литературную премию имени Бориса Чичибабина. По сообщениям СМИ, исключение было осуществлено за публичное сожжение Жаданом в 2004 году книги Кушнарёва «Сто шагов по харьковской земле» как за поступок, недостойный литератора. События с лишением Жадана премии привели к возникновению литературного скандала между Жаданом и городской администрацией, обсуждавшегося в средствах массовой информации несколько месяцев в конце 2009 и начале 2010 года.

## Дополнительная информация
Фотография Кушнарёва с обложки книги «Сто шагов по харьковской земле», где он идет по полю, забросив на плечо пиджак, как узнаваемый и символизирующийся с Кушнарёвым образ, легла в основу скульптурной композиции Памятника Евгению Кушнарёву авторства Александра Ридного, установленного на аллее заслуженных харьковчан 2-го городского кладбища на улице Пушкинской в 2008 году.

## Оценки
Исследователь в области местного самоуправления К. В. Ганьшина пишет, что книга Кушнарёва  «Сто шагов по харьковской земле», несмотря на её публицистический характер, заслуживает внимания исследователей Харьковщины, в частности, истории местного самоуправления. В разделе книги «Традиции демократического устройства» автор рассмотрел особенности развития самоуправления на слобожанских землях, и сделал вывод, что аналогов не было ни в России, ни в Гетманщине, ни в Надднепрянской Украине.:192-193.
Харьковские исследователи краеведы В. О. Соловьев и В. И. Сидоров считают, что книга Кушнарёва содержит наиболее полный материал по теме изучения Харькова как «генератора идей» и определения предметов гордости для харьковчан:3-4
Доктор географических наук Артур Голиков в своей монографии, посвящённой региональному развитию Харьковской области и выпущенной в соавторстве с Казаковой Н. А. и Шуба М. В., отмечает известность книги Кушнарёва и акцентирует внимание на тезисе автора, назвавшего Харьков «духовной и интеллектуальной столицей страны». Голиков активно использует книгу в своей работе:123, 259-260